# Батер (Новий Винодольський)
45°09′ пн. ш. 14°50′ сх. д. / 45.15° пн. ш. 14.84° сх. д.
Батер (хорв. Bater) — населений пункт у Хорватії, у Приморсько-Горанській жупанії у складі міста Новий Винодольський.

## Населення
Населення за даними перепису 2011 року становило 111 осіб.
Динаміка чисельності населення поселення:

## Клімат
Середня річна температура становить 10,72 °C, середня максимальна – 23,21 °C, а середня мінімальна – -1,83 °C. Середня річна кількість опадів – 1397 мм.
| Клімат поселення                              | Клімат поселення | Клімат поселення | Клімат поселення | Клімат поселення | Клімат поселення | Клімат поселення | Клімат поселення | Клімат поселення | Клімат поселення | Клімат поселення | Клімат поселення | Клімат поселення | Клімат поселення |
| Показник                                      | Січ.             | Лют.             | Бер.             | Квіт.            | Трав.            | Черв.            | Лип.             | Серп.            | Вер.             | Жовт.            | Лист.            | Груд.            |                  |
| Середній максимум, °C                         | 7,44             | 7,27             | 9,58             | 13,58            | 18,35            | 22,48            | 23,21            | 22,80            | 18,58            | 14,16            | 9,51             | 7,07             |                  |
| Середня температура, °C                       | 2,88             | 2,72             | 5,03             | 9,05             | 13,82            | 17,92            | 20,19            | 19,80            | 15,57            | 11,16            | 6,48             | 4,06             |                  |
| Середній мінімум, °C                          | −1,66            | −1,83            | 0,49             | 4,50             | 9,27             | 13,38            | 17,19            | 16,77            | 12,54            | 8,14             | 3,48             | 1,05             |                  |
| Норма опадів, мм                              | 97               | 93               | 101              | 110              | 100              | 114              | 76               | 97               | 138              | 164              | 173              | 134              |                  |
| Середньомісячна швидкість вітру, м/с          | 3.35             | 3.45             | 3.47             | 3.21             | 2.94             | 2.78             | 2.71             | 2.78             | 2.95             | 3.26             | 3.60             | 3.64             |                  |
| Середньомісячна сонячна радіація, кДж/м²·день | 4381             | 7159             | 10467            | 14944            | 19204            | 20743            | 22441            | 19048            | 14021            | 9122             | 4788             | 3725             |                  |
| --------------------------------------------- | ---------------- | ---------------- | ---------------- | ---------------- | ---------------- | ---------------- | ---------------- | ---------------- | ---------------- | ---------------- | ---------------- | ---------------- | ---------------- |
| Джерело:                                      |                  |                  |                  |                  |                  |                  |                  |                  |                  |                  |                  |                  |                  |